# 1984년 하계 올림픽 보이콧

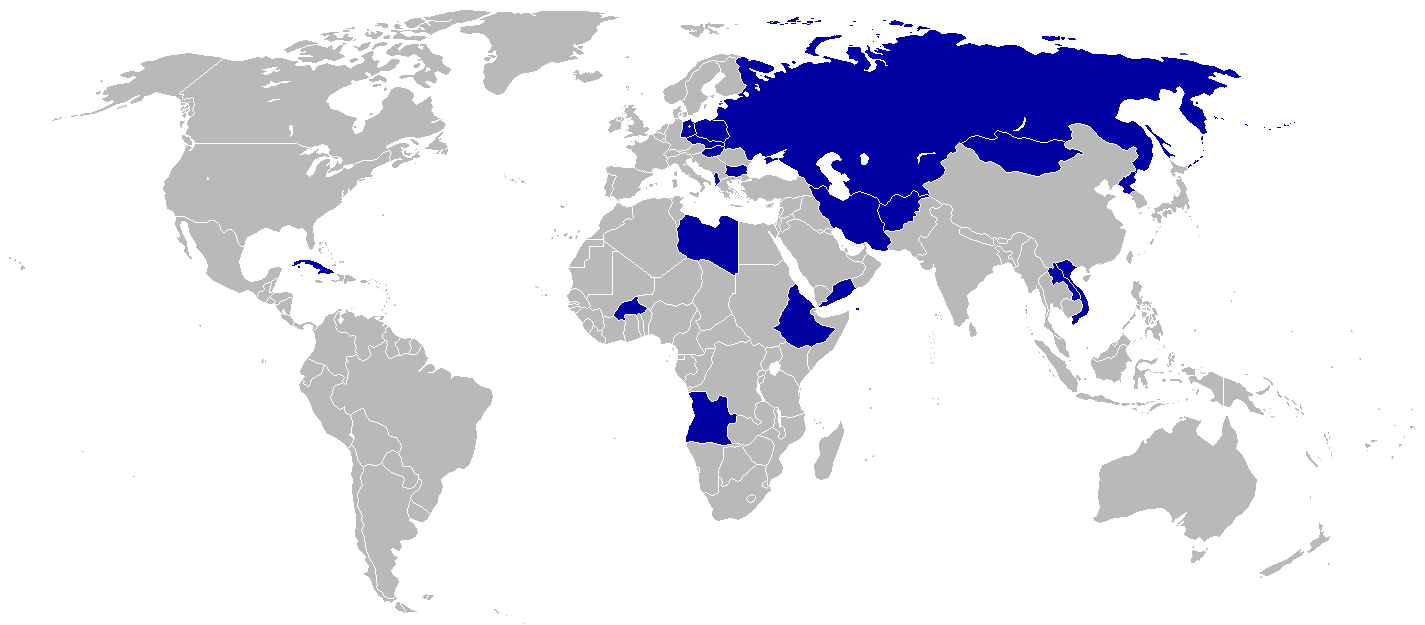
1984년 올림픽을 보이콧한 나라가 파란색으로 표시되어 있다.

로스앤젤레스에서 열린 1984년 하계 올림픽 보이콧은 미국이 주도한 1980년 모스크바 하계 올림픽 보이콧 이후 4년 만에 일어났다. 1984년 5월 8일 보이콧을 시작한 소련을 필두로 14개 동구권 위성 국가와 동맹국이 보이콧에 참여했다. 보이콧 국가들은 1984년 7월과 8월에 프렌드십 게임이라는 또 다른 행사를 개최했다. 소련이 주도한 보이콧은 보통 불참국이 주도하는 올림픽 종목에 영향을 미쳤지만, 여전히 140개국이 올림픽에 참가하여 당시 기록으로 남았다.

## 보이콧 선언
당시 콘스탄틴 체르넨코 서기장이 이끄는 소련은 1984년 5월 8일에 "미국 사회에 만연한 반소련 쇼비니즘 정서, 선수단의 신변 안전과 관련된 문제"를 거론하면서 1984년 로스앤젤레스 하계 올림픽 불참을 선언했다. 한 미국 관리는 소련이 발표가 있기 몇 주 동안 소련의 암시적인 발언을 무시했으며 모든 징후가 있었음에도 불구하고 공식 발표가 나왔을 때 미국은 "완전히 어리둥절했다"고 말했다.
발표 이후 불가리아, 동독(5월 10일), 몽골과 베트남(모두 5월 11일), 라오스와 체코슬로바키아(모두 5월 13일) 등 6개 동구권 위성국이 추가로 보이콧에 동참했다. 한편, 중국은 로스앤젤레스 올림픽에 참가할 것이라고 공식적으로 밝혔다.
이후 소련의 지배를 받던 아프가니스탄도 1984년 올림픽 보이콧에 동참한 8번째 국가가 되어 불참을 발표했고, 헝가리(5월 16일)와 폴란드(5월 17일)가 9번째와 10번째로 보이콧에 동참한 공산주의 국가가 되었다. 헝가리는 자국 선수들이 로스앤젤레스에서 시간을 보낼 경우 생명이 위험에 처할 수 있다고 주장했다. 반면 폴란드는 미국이 "올림픽을 방해하려는 캠페인"에 참여하고 있다고 말했다.
5월 23일 쿠바는 보이콧 참여를 선언한 11번째 국가가 되었으며, 이는 "복싱과 야구에 심각한 타격"이었기 때문에 미국에서 1면 뉴스를 장식했다. 남예멘이 열두 번째로 올림픽에 불참한 국가(5월 27일)였으며, 로스앤젤레스 타임스는 "마르크스주의와의 연관성" 때문이라고 밝혔다. 조선민주주의인민공화국은 1984년 올림픽을 보이콧한 13번째 국가였다. 에티오피아가 아프리카 국가로는 처음으로 보이콧에 참여했고, 앙골라가 그 뒤를 이었다. 1972년 이후 올림픽에 참가하지 않았던 오트볼타는 토마 상카라의 혁명 정부 하에서 1984년 7월 13일에 미국이 당시 아파르트헤이트라고 부르는 인종 차별 정책을 시행하고 있던 남아프리카 공화국을 지원하고 1984년 로스앤젤레스 하계 올림픽에 남아프리카 공화국을 참가시킬 계획을 세웠다는 점, 잉글랜드 럭비 유니언 국가대표팀이 남아프리카 공화국을 방문하여 친선 경기를 펼친 점을 문제삼으며 대회 보이콧을 결정했다. 오트볼타는 올림픽 기간 동안 나라 이름을 부르키나파소로 바꾸게 된다.
이란은 앞서 1983년 7월 31일에 "중동에 대한 미국의 간섭, 예루살렘·팔레스타인 점령 정권(이스라엘)에 대한 지원, 라틴 아메리카, 특히 엘살바도르에서 미국이 저지른 범죄" 때문에 올림픽 보이콧을 결정했다. 이란과 알바니아는 1980년 모스크바 올림픽과 1984년 로스앤젤레스 올림픽을 모두 보이콧한 국가이다. 리비아는 또한 1983년 리비아에 대한 미국의 수출 금지와 미국 여권 소지자의 리비아 여행 금지를 갱신한다고 발표한 후 미국 정부가 1984년 로스앤젤레스 하계 올림픽 현장을 취재하려던 리비아 출신 언론인들의 미국 입국을 거부한 조치에 대한 항의의 표시로 1984년 7월 27일에 대회 보이콧을 결정했다. 리비아와 에티오피아는 1976년 몬트리올 올림픽과 1984년 로스앤젤레스 올림픽에 모두 불참한 국가이다.
또한 알바니아는 1976년 몬트리올 하계 올림픽부터 1988년 서울 하계 올림픽까지 참가하지 않았지만 1976년 몬트리올 올림픽과 1988년 서울 올림픽에 불참한 것에 대한 공식적인 설명은 없었다. 정치적으로 알바니아는 중소 분쟁 이후에 중화인민공화국과는 우호적, 소련과는 적대적인 태도를 유지하고 있었으나 1970년대 후반에 중화인민공화국이 미국과의 관계 개선 움직임에 나선 것에 반발하여 폐쇄주의 정책을 시행하면서 중국-알바니아 분열을 초래하기도 했다. 1979년 이후 이란에서도 두 강대국에 대한 비슷한 적대감이 존재했다. 이로 인해 이란과 알바니아는 상대방의 보이콧을 지지하지는 않았지만 1980년과 1984년 올림픽을 독자적으로 보이콧했다.

## 복수 가설
지미 카터 대통령은 미국이 1980년 모스크바 올림픽을 보이콧한다고 선언했고, 65개국이 보이콧에 동참했다. 이는 역대 최대 규모의 올림픽 보이콧이었다. 소련은 1984년 로스앤젤레스 하계 올림픽 개막 3개월 전인 1984년 5월에 올림픽에 불참하겠다고 선언했다. 소련은 올림픽의 상업화가 올림픽 운동의 원칙에 어긋난다는 점(실제로 1984년 올림픽은 1932년 이래 개최국이 수익을 창출한 최초의 올림픽이 되었다), 선수들에 대한 안전이 보장되지 않는다는 점 등 다양한 이유를 들었다. 상업화 문제는 올림픽 운동의 이러한 흐름에 익숙하지 않은 외국 대표단으로부터도 일부 비판을 받기도 했다. 그러나 나중에 IOC는 주최 측이 2억 2,300만 달러의 흑자를 냈고, (국가 자금이 투입된 모스크바 올림픽과 달리) 전적으로 민간 자금으로 개최했으며, 새로운 경기장을 짓지 않고 기존 경기장을 활용했다는 점에서 "미래 올림픽의 모델"로 인정했다. 대다수는 보이콧을 소련의 보복 조치로 보았다.
대부분의 세계 언론은 소련의 보이콧을 1979년 소련의 아프가니스탄 침공에 대한 대응으로 미국이 1980년 모스크바 올림픽을 보이콧한 것에 대한 보복으로 해석했지만, 소련 언론은 보이콧이 자국 선수들을 보호하기 위한 안전 조치라는 정부 입장을 반복했다. 1984년 로스앤젤레스 올림픽에 참가했던 동구권 국가 중 한 국가인 루마니아 선수들은 개막식에서 콜리세움에 입장하자마자 기립 박수를 받았다. 루마니아는 대회 종합 메달 순위에서 3위를 차지했다.
"복수 가설"에 동의하는 사람들 중에는 1984년 로스앤젤레스 하계 올림픽 조직위원장인 피터 유버로스도 있었는데, 그는 소련의 보이콧 결정이 발표된 후 뉴욕에서 올림픽 성화 봉송이 시작된 날 기자 회견에서 자신의 견해를 표명했다. 로널드 레이건 미국 대통령은 나중에 소련이 일부 선수들의 망명을 우려하고 있다고 밝혔다. 또한 레이건 행정부는 1984년 하계 올림픽에 소련을 위시한 공산권 진영의 참석을 위해 소련의 모든 요구를 차례로 충족시키는 데 동의하여 레이건의 일반적으로 "매파적인" 냉전 외교 정책에 예외를 표시했다. 더 많은 국가가 불참함에 따라 IOC는 마감 주에 올림픽 참가 마감 기한을 연장하는 것을 고려할 것이라고 발표했다. (67 개국이 보이콧에 참여한) 1980년 모스크바 올림픽에서 메달 순위 상위 3개국이 모두 보이콧에 참여하였으며 언론 분석은 이것이 여러 스포츠에서 경쟁을 약화시킬 것이라고 지적했다. 그러나 나중에 소련과 동독 모두 국가가 운영하는 스테로이드 프로그램의 도움으로 성적을 향상시켰다는 사실이 밝혀졌다.
KGB는 또한 제3세계 국가를 겨냥한 가짜 증오 전단지를 대량 생산하여 로스앤젤레스의 "거리 정글"에서 갱단 폭력의 위협에 대한 공포를 조장했다.

## 소련의 도핑 계획
2016년에 입수한 문서에 따르면 소련은 1984년 로스앤젤레스 하계 올림픽을 준비하기 위해 육상 종목에서 국가 차원의 도핑 시스템 계획이 드러났다. 소련이 올림픽 보이콧을 결정하기 전에 작성된 이 문서에는 기존의 스테로이드 프로그램 운영 방식과 개선 방안이 자세히 설명되어 있었다. 소련 육상 대표에게 전달된 이 문서는 체육문화연구소의 세르게이 포르투갈로프가 작성했다. 포르투갈로프는 2016년 하계 올림픽 이전에 러시아 도핑 프로그램 시행에 관여한 주요 인물 중 한 명이다. 2017년 영화 "이카루스"의 감독인 브라이언 포겔은 더 엄격한 도핑 규제가 소련 보이콧의 주된 이유일 수 있다고 말했다.

## 보이콧 참가국
불참 선언 순의 보이콧 참가국은 다음과 같다.
- 소련 (1984년 5월 8일에 불참 선언)[41]
- 불가리아 (1984년 5월 9일에 불참 선언)[42][43]
- 동독 (1984년 5월 10일에 불참 선언)[44][45][46]
- 베트남 (1984년 5월 11일에 불참 선언)[47][48]
- 몽골 (1984년 5월 11일에 불참 선언)[47][48]
- 체코슬로바키아 (1984년 5월 13일에 불참 선언)[49][50]
- 라오스 (1984년 5월 13일에 불참 선언)[49][50]
- 아프가니스탄 (1984년 5월 13일에 불참 선언)[51][52][53]
- 헝가리 (1984년 5월 16일에 불참 선언)[54][55]
- 폴란드 (1984년 5월 17일에 불참 선언)[56][57][58]
- 쿠바 (1984년 5월 23일에 불참 선언)[59][60]
- 남예멘 (1984년 5월 26일에 불참 선언)[61][62][63]
- 에티오피아 (1984년 6월 1일에 불참 선언)[64]
- 조선민주주의인민공화국 (1984년 6월 2일에 불참 선언)[65][66][67][68]
- 앙골라 (1984년 6월 25일에 불참 선언)[69][70]

위의 모든 아시아 국가들은 서울에서 열린 1986년 아시안 게임도 보이콧했다.
다른 4개 국가도 정치적 이유를 들어 올림픽을 보이콧했지만 소련이 주도한 보이콧에는 참여하지 않았다.
- 알바니아
- 이란
- 오트볼타 /  부르키나파소
- 리비아

## 보이콧에 참여하지 않은 사회주의 국가
아프리카 10개국을 포함한 17개 공산주의 및 사회주의 국가는 소련 주도의 보이콧에 동참하지 않고 1984년 하계 올림픽에 선수단을 보냈다.
- 알제리
- 베냉
- 버마
- 중화인민공화국은 중소 분쟁으로 인해 소련과는 다소 적대적이었지만 미국과는 우호적인 관계를 유지하고 있었다. 1980년 중국은 미국에서 열린 동계 올림픽에는 선수단을 보냈지만, 소련에서 열린 하계 올림픽은 보이콧했다.[72][73][74]
- 콩고
- 기니
- 기니비사우
- 이라크
- 마다가스카르
- 말리
- 모잠비크
- 니카라과
- 루마니아는 바르샤바 조약 기구 회원국 중 유일하게 올림픽을 보이콧하지 않은 국가로, 선수단이 개막식에 등장했을 때 관중들의 큰 환호를 이끌어냈다. 루마니아의 지도자 니콜라에 차우셰스쿠는 소련의 여러 정책에 공개적으로 반대하는 것으로 유명했으며, 1984년 올림픽 참여 공로로 1985년 올림픽 훈장을 받았다.
- 세이셸
- 소말리아는 에티오피아-소말리아 전쟁에서 소련이 에티오피아를 지원하면서 관계가 단절되었다.
- 시리아
- 유고슬라비아는 소련과 독립적으로 행동한 비동맹 국가였다.[75][76] 유고슬라비아는 소련과 미국 모두와 우호적인 관계를 맺고 있었기 때문에 두 보이콧에 모두 참여하지 않았다. 바로 전 대회인 1984년 동계 올림픽을 막 개최한 나라였다.

## 대체 행사
소련은 보이콧 국가들을 위해 본격적인 종합 스포츠 행사인 프렌드십 게임을 개최했다. 이 대회에서는 22개 올림픽 종목(축구와 싱크로나이즈드 스위밍을 제외한 모든 종목)과 비올림픽 종목인 탁구, 테니스, 삼보 레슬링에서 경기가 치러졌다. 소련이 금메달 126개 등 총 282개의 메달을 획득하며 메달 순위표를 지배했다.

## 같이 보기
- 올림픽 보이콧
- 1980년 하계 올림픽 보이콧
- 1986년 아시안 게임